# Philippe Fontaine
Philippe Fontaine (Haine-Saint-Paul, 12 mei 1945) is een Belgisch politicus van de Mouvement Réformateur.

## Levensloop
Als regent Frans en Geschiedenis werkte Philippe Fontaine van 1967 tot 1968 als leraar in het technisch onderwijs. Daarna werd hij verzekeringsagent en bestuurder in vennootschappen.
Als administrateur van de Kamer van Koophandel en Industrie van het Centrum en voorzitter van de Syndicale Kamer van Verzekeringsproducenten verzeilde Fontaine in de liberale PRL, de huidige MR. Voor de partij was hij van 1977 tot 2018 gemeenteraadslid van Manage. Ook was hij van 1976 tot 1977 kabinetschef van minister van Middenstand Léon Hannotte, van 1979 tot 1997 voorzitter van de PRL-federatie van het arrondissement Charleroi en van 1997 tot 1999 politiek secretaris van de PRL-federatie van de provincie Henegouwen.
Van 1981 tot 1999 was Fontaine provincieraadslid van Henegouwen. Vanaf 1985 was hij in de provincieraad PRL-fractieleider. Vervolgens zetelde hij van 1999 tot 2009 voor het arrondissement Charleroi in het Waals Parlement en in het Parlement van de Franse Gemeenschap. Van 1999 tot 2001 was hij in het Franse Gemeenschapsparlement voorzitter van de commissie Onderwijs. Vervolgens was hij in het Waals Parlement van 2001 tot 2004 MR-fractieleider en in het Parlement van de Franse Gemeenschap van 2004 tot 2009 secretaris. Nadat hij bij de verkiezingen van 2009 niet herkozen werd, zetelde hij van 2009 tot 2010 als gecoöpteerd senator in de Belgische Senaat.

## Trivia
- Sinds 2009 is hij officier in de Leopoldsorde.